# کاراپت آودیسیان
کارلوس کاراپت آودیسیان (انگلیسی: Carlos Garabet Avedissian؛ زادهٔ ۷ ژوئن ۱۹۵۹) بازیکن فوتبال ارمنی‌تبار اهل اروگوئه است.

## تیم ملی
وی همچنین در تیم ملی فوتبال اروگوئه بازی کرده‌است.